# HD 163840
HD 163840，又名BD+24 3283，SAO 85575、HR 6697，是一颗恒星，视星等为6.3，位于銀經49.51，銀緯22.08，其B1900.0坐标为赤經17h 53m 6.5s，赤緯+24° 22.08′ 20″。